# Сирио Либанес (футбольный клуб)
Клуб часто путают с командой «Сирио» из Сан-Паулу, выступавшую в те же годы.
«Спортивный клуб Сирио-и-Либанес» (порт.-браз. Syrio e Libanez Athletico Club) или просто Сирио Либанес (порт.-браз. Syrio Libanez) — бывший бразильский футбольный клуб из города Рио-де-Жанейро.

## История
«Спортивный клуб Сирио-и-Либанес» был основан 1 июня 1921 года в районе Тижука города Рио-де-Жанейро мигрантами ливанцами. 
Клуб 6 раз играл в высшем дивизионе чемпионата штата Рио-де-Жанейро — в 1925, 1926, 1928, 1929 и 1930 годах. Он провёл 96 игр, выиграв 25, 9 сведя вничью и 62 проиграв, при этом в этих встречах «Сирио Либанес» забил 153 гола и пропустил 218. Более всего команда забила в матче 1930 года с «Фламенго», победив со счётом 6:1.
В начале 1930 годов клуб закрылся. Много позже был открыт клуб с аналогичным названием, но в другом районе Рио-де-Жанейро. Он не имеет никакой связи с оригинальной командой.

## Статистика выступления в чемпионате штата Рио-де-Жанейро
| Сезон | Место | Очки | Матчи | Победы | Ничьи | Поражения | Забитые голы | Пропущенные голы |
| ----- | ----- | ---- | ----- | ------ | ----- | --------- | ------------ | ---------------- |
| 1925  | 8     | 8    | 18    | 3      | 2     | 13        | 21           | 44               |
| 1926  | 7     | 14   | 18    | 6      | 2     | 10        | 36           | 53               |
| 1928  | 9     | 8    | 10*   | 4      | 0     | 6         | 18           | 25               |
| 1929  | 9     | 13   | 20    | 5      | 3     | 12        | 40           | 50               |
| 1930  | 7     | 16   | 20    | 7      | 2     | 11        | 37           | 46               |

*Клуб в начале сезона был дисквалифицирован из-за того, что не имел собственного поля. Но в середине сезона вновь возвращён в лигу, проведя остаток чемпионата.